# Darren O'Shea
Pour les articles homonymes, voir O'Shea.
Pas d'image ? Cliquez ici

a Compétitions nationales et continentales officielles uniquement.

Dernière mise à jour le 11 juillet 2025.
Darren O'Shea, né le 12 décembre 1992 à Myrtleville (Irlande), est un joueur irlandais de rugby à XV évoluant au poste de deuxième ligne.

## Biographie
Darren O'Shea est formé à la pratique du rugby à XV au sein des clubs de Crosshaven RFC, de Cork Constitution RFC et du Dolphin RFC, il fait ses débuts sénior avec ce dernier en All Ireland League,,. Durant sa jeunesse, il est également sélectionné dans les équipes de jeunes du Munster, ainsi qu'avec les équipes d'Irlande des moins de 19 et 20 ans mais n'est pas capé avec ces derniers.
Plus tard, alors qu'il fait partie de l'Academy (centre de formation) du Munster depuis 2013,, Darren O'Shea rejoint finalement l'équipe anglaise des Worcester Warriors en 2014.
En mars 2016, Darren O'Shea est annoncé de retour dans son Munster natal pour un contrat de deux ans, à compter de la saison 2016-2017,.
En septembre 2016, O'Shea fait ses débuts en compétition pour le Munster en cours de match contre Édimbourg Rugby lors d'un match de Pro12,. Le 1er octobre, Darren O'Shea joue son premier match en tant que titulaire pour le Munster lors de la rencontre de Pro12 contre les Zebre de Parme,. Le 26 novembre, O'Shea marque son premier essai pour le Munster lors de la victoire 46 à 3 de son équipe contre le Benetton Trévise à Thomond Park,.
Lors de la saison suivante, O'Shea fait ses débuts en Coupe d'Europe le 9 décembre 2017, sortant du banc lors de la victoire 33 à 10 du Munster en phase de poule contre les Leicester Tigers,.
En février 2018, il signe un nouveau contrat de deux ans avec le Munster.
À la fin de la saison 2019-2020, il quitte finalement le Munster.
Début juillet 2020, il est annoncé qu'il rejoint le club français du RC Vannes, évoluant en Pro D2, à partir de la saison 2020-2021,.
Lors de sa deuxième saison en Bretagne, durant un match il subit une fracture de la cheville et une lésion du ligament en janvier 2022, une grave blessure qui l'oblige à se faire opérer deux fois et qui l'éloigne des terrains pendant un an et demi.
De ce fait, il réalise une saison 2022-2023 blanche et fait son retour au mois d'août 2023. À l'issue de l'exercice 2023-2024, il remporte la Pro D2 avec le RC Vannes, en étant remplaçant lors de la finale, son club étant promu en Top 14 pour la première fois de son histoire. Toutefois, il quitte le club à l'issue de la saison.
À partir de la saison 2024-2025, il s'engage avec le Valence Romans DR. Au mois de novembre 2024, après avoir disputé sept matchs depuis le début de saison, il joue son dernier match sur le terrain de l'USON Nevers. Diminué par les blessures, il est contraint de mettre un terme à sa carrière à l'issue de la saison.

## Palmarès
- Vainqueur du Championnat de France de 2e division en 2024 avec le RC Vannes.